# Naomi Schor
Naomi Schor, född 10 oktober 1943 i New York, död 2 december 2001 i New Haven i Connecticut, var en amerikansk litteraturkritiker och litteraturteoretiker. Hon var professor vid Columbia University, Harvard University och Yale University.

## Biografi
Naomi Schor föddes i New York år 1943. Hon avlade doktorsexamen vid Yale University.
I sin forskning om amerikansk litteratur anlade Schor ett psykoanalytiskt och dekonstruktivt perspektiv. Hon hade flera inspirationskällor: Jacques Derrida, Roland Barthes, Jacques Lacan, Julia Kristeva, Hélène Cixous och Luce Irigaray. 
Schor blev särskilt uppmärksammad för boken Reading in Detail: Aesthetics and the Feminine från 1987. Boken är ett estetiskt och feministteoretiskt bidrag till hur vi kan se och tolka konstens olika detaljskildringar.